# Церква Різдва Богородиці (Оболоння)
Церква Різдва Богородиці — православний храм та пам'ятка архітектури національного значення в Оболонні.

## Історія
Постановою Кабінету Міністрів УРСР від 06.09.1979 № 442 «Про доповнення списку пам'яток містобудування і архітектури Української РСР, що перебувають під охороною держави» надано статус «пам'ятка архітектури національного значення» з охоронною № 1777 під назвою «Церква Різдва».
Встановлено інформаційну дошку.

## Опис
Споруджена в період 1800—1801 роки у формах провінційного ампіру. Одна з небагатьох дев'ятидольних церков Чернігівщини, інша Успенська церква у Старій Талалаївці.
Кам'яна, оштукатурена, одноголова, дев'ятидольна (дев'ятизрубна — 9 об'ємів), 4-стовпова, хрестоподібна в плані церква з двоярусною дзвіницею над західним притвором і з напівкруглою апсидою зі східного боку. Між рукавами хреста у внутрішніх кутах розташовані менші за висотою камери (приміщення) з окремими входами. Дзвіниця з наскрізними арочними прорізами — четверик на четверику, що несе купол на барабані; у першому ярусі розташований головний вхід, другий ярус — ярус дзвонів. Зовнішні кути першого ярусу прикрашають дві колони та дві пари колон. Торці північної та південної гілок вінчаються трикутними фронтонами. Восьмерик барабана, північна та південна гілка та кутові камери перекриті зімкнутими склепіннями, західна та східна — напівциркульними. В інтер'єрі пам'ятника центральний простір визначається чотирма масивними пілонами ускладненої хрестової форми та підпружними арками, що несуть перекриття на восьмигранному барабані. Кутові приміщення з'єднані з центральним нефом низькими арочними отворами.

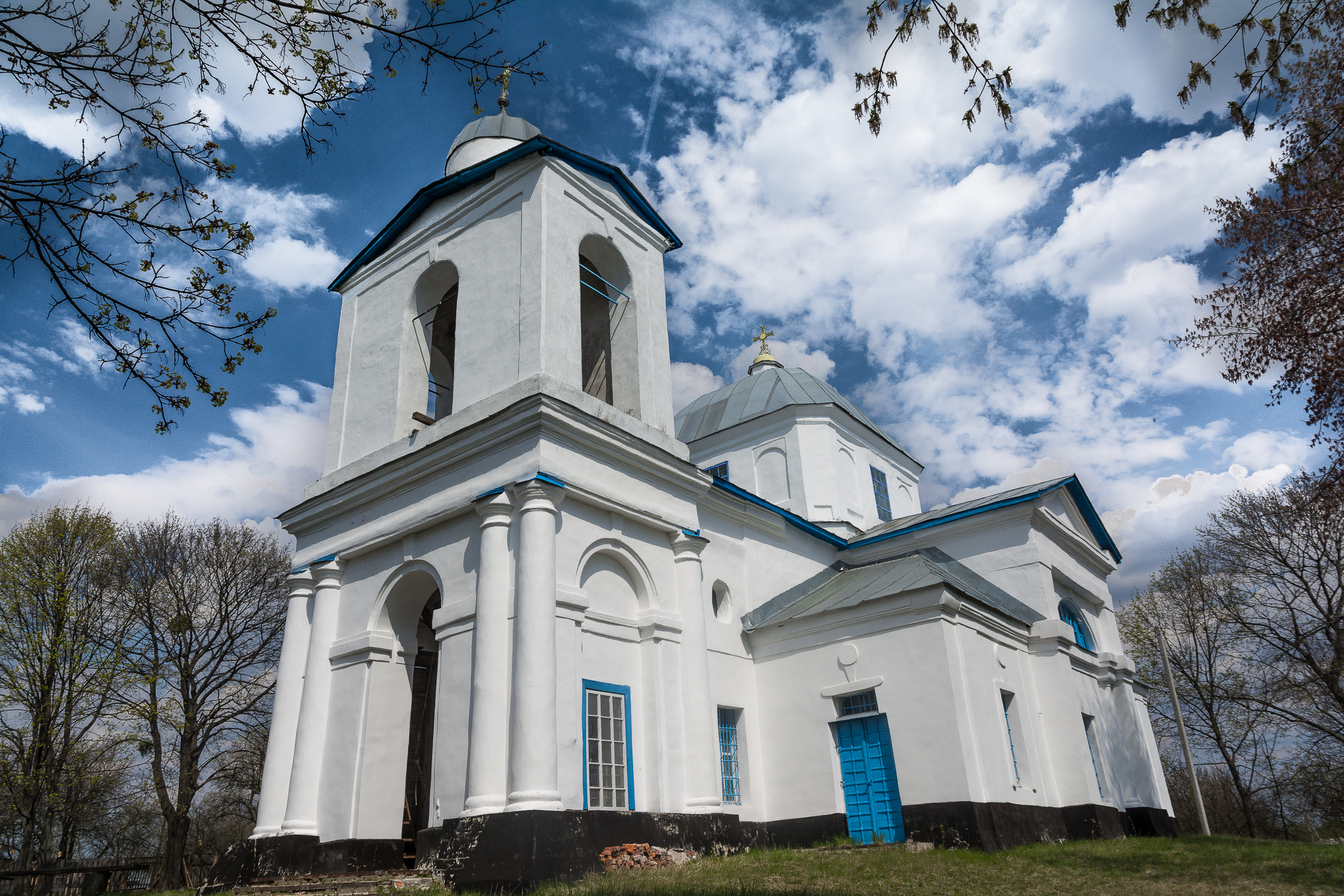